# Gérard Rinaldi
Gérard Rinaldi (* 17. Februar 1943 in Paris; † 2. März 2012 in Briis-sous-Forges, Département Essonne) war ein französischer Komiker, Chansonsänger und Schauspieler, der vor allem als Mitglied der Band Les Charlots sowie als Synchronsprecher der Walt-Disney-Zeichentrickfilmfigur Goofy bekannt wurde.

## Leben
Rinaldi gründete 1966 mit Gérard Filippelli, Jean Sarrus, Luis Rego und Jean-Guy Fechner die Musikgruppe Les Problemes, die kurz darauf in Les Charlots umbenannt wurde und zunächst zahlreiche Erfolge mit humoristischen Chansons wie Merci patron oder Paulette, la reine des paupiettes große Erfolge feierte. In der Folgezeit nahm die Gruppe mehrere Schallplatten auf. Ebenfalls 1966 sang Rinaldi auf drei der vier Stücke ersten EP des von Christian Fechner produzierten Duos Cédric & Cléo. 
1970 begann die Gruppe auch mit Auftritten in Filmen und Fernsehserien wie Les saintes chéries (1970), Les bidasses en folie (1971), Les fous du stade (1972), Les Charlots font l’Espagne (1972), Les quatre Charlots mousquetaires (1974), Les Charlots en folie: À nous quatre Cardinal! (1974), Le retour des bidasses en folie (1983) sowie Charlots’ connection (1984), nach dem er die Gruppe verließ.
Neben zahlreichen weiteren Filmauftritten, arbeitete er auch zunehmend als Theaterschauspieler im Théâtre de la Michodière sowie anderen Pariser Theatern. Einen größeren Erfolg hatte er mit der Sitcom Marc et Sophie in den Jahren 1987 bis 1991, in der er neben Julie Arnold und Ginette Garcin die männlich Hauptrolle spielte. 
Weitere Bekanntheit erreichte er auch durch seine Arbeit als französischer Synchronsprecher der Walt-Disney-Zeichentrickfilmfigur Goofy, den er ab 1990 sprach. Außerdem sprach er ab 2008 in Les Simpsons, der französischen Version der Zeichentrickserie Die Simpsons, mehrere Charaktere wie beispielsweise Krusty der Clown, Seymour Skinner oder Chief Wiggum.
Rinaldi starb kurz nach seinem 69. Geburtstag an den Folgen einer Krebserkrankung.

## Filmografie (Auswahl)
- 1970: Les saintes chéries (Fernsehserie)
- 1972: Die tollen Charlots – Vier Verrückte im Stadion (Les fous du stade)
- 1973: Die tollen Charlots: Wo die grünen Nudeln fliegen (Le grand bazar)
- 1974: Die tollen Charlots: Die Trottel von der 3. Kompanie (Les bidasses s’en vont en guerre)
- 1974: Die tollen Charlots: Wir viere sind die Musketiere (Les quatre Charlots mousquetaires)
- 1975: Schöne Küsse aus Fernost (Bons baisers de Hong Kong)
- 1987: Funny Boy
- 1995: Les hommes et les femmes sont faits pour vivre heureux… mais pas ensemble (Fernsehfilm)
- 1999: Ouriga (Fernsehfilm)
- 2002: Un week-end pour le dire
- 2004: La classe du brevet
- 2007: Supergranny.com (Fernsehfilm)
- 2011: Chez Maupassant (Fernsehserie)
- 2012: Kommissar Caïn (Caïn, Fernsehserie, 1 Folge)